# Thâm Nam Hoa Kỳ

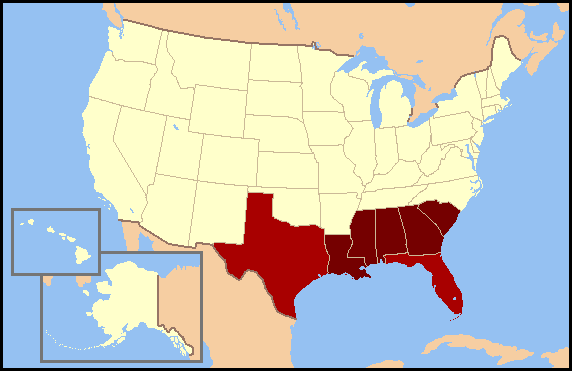
Thâm Nam Hoa Kỳ ngày nay là bao gồm các tiểu bang màu đỏ đậm ngày nay. Các khu vực kề bên Texas và Florida đôi khi cũng được xem là thuộc tiểu vùng này

Thâm Nam Hoa Kỳ (Deep South) là một tiểu vùng văn hoá và địa lý nằm trong Nam Hoa Kỳ. Về mặt lịch sử thì nó khác biệt với "Thượng Nam Hoa Kỳ" vì tiểu vùng này bao gồm các tiểu bang phụ thuộc rất nhiều vào nông nghiệp ngành trồng trọt trong thời antebellum. Thâm Nam cũng thường được biết đến với tên gọi Hạ Nam (Lower South) hay "các tiểu bang bông vải".

## Sử dụng thuật từ
Thuật từ "Deep South" hay Thâm Nam được định nghĩa trong nhiều cách khác nhau:
- Đa số định nghĩa bao gồm các tiểu bang Alabama, Georgia, Louisiana, Mississippi, và Nam Carolina.[3][4]
- Bảy tiểu bang ly khai khỏi Hoa Kỳ trước khi nổ ra trận đánh Đồn Sumter, Nội chiến Hoa Kỳ bắt đầu, và cùng nhau thành lập Liên minh miền Nam. Theo thứ tự ly khai là: Nam Carolina, Mississippi, Florida, Alabama, Georgia, Louisiana, và Texas. Vì có nhiều thành phần di dân trong nữa thế kỷ vừa qua, phần lớn tiểu bang Florida và Texas thường không được kể vào vùng này nữa. Tuy nhiên, có một số phần nào đó của các tiểu bang này như Đông Texas, và vùng Cán chảo Florida vẫn còn giữ cái nét văn hoá của Thâm Nam.[5]
- Một số định nghĩa tính một phần hay tất cả các tiểu bang Virginia, Tennessee, Bắc Carolina, và Arkansas.[6]